# Oued Morra
Oued Morra (em árabe: واد مرة) é uma cidade e comuna localizada na província de Laghouat, Argélia. Segundo o censo de 2008, a população total da cidade era de 5 700 habitantes.